# Kapel aan Zee

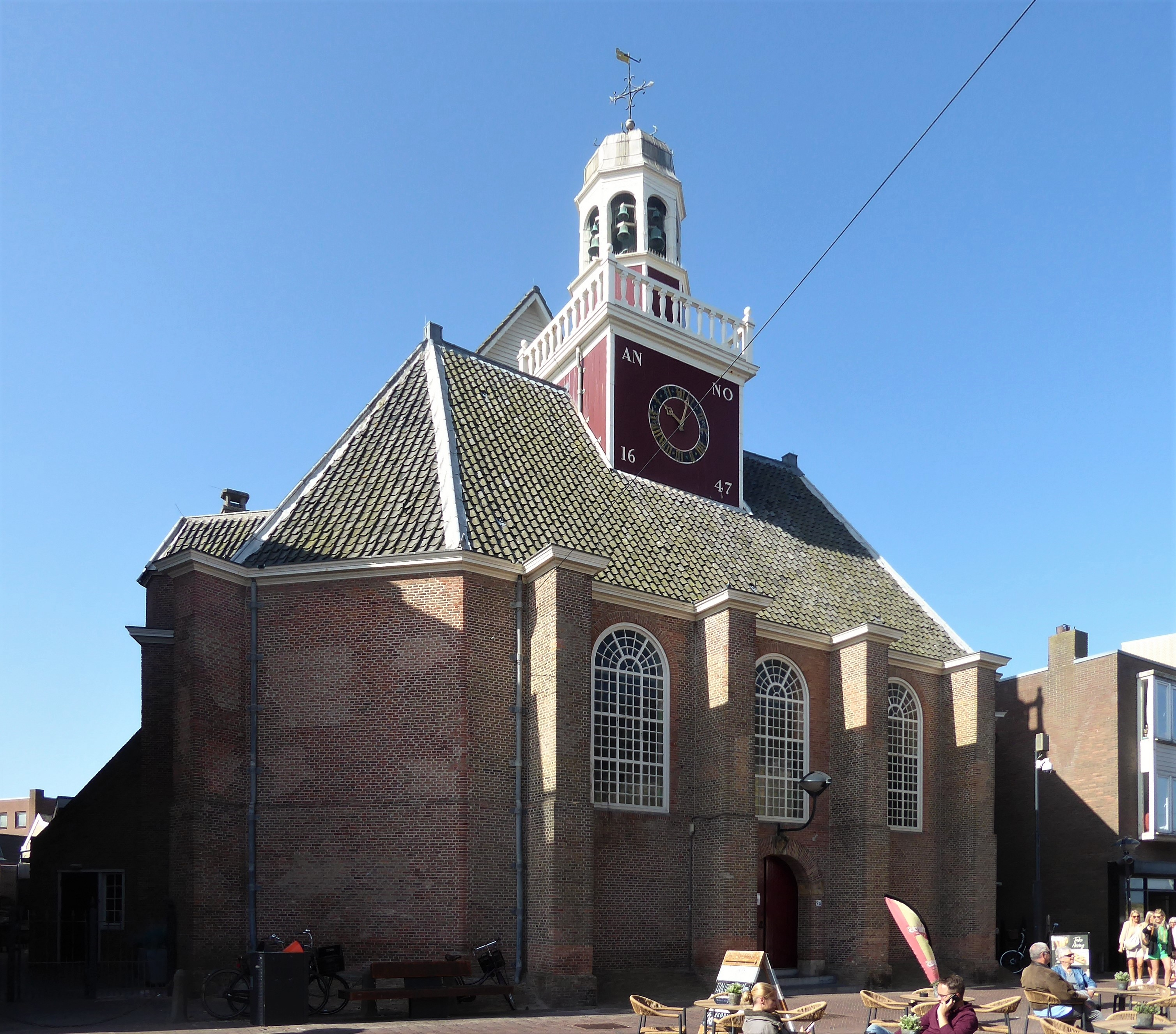
Die Kapel aan Zee

Das Kapel aan Zee (Kapelle am Meer; auch Visserskapel, deutsch: Fischerkapelle) ist ein Kirchengebäude der Protestantischen Kirche in den Niederlanden in Noordwijk aan Zee, einem Ortsteil von Noordwijk in der Provinz Südholland. Das Kirchengebäude ist als Rijksmonument eingestuft. Die Kapelle wird nicht mehr für Gottesdienste, sondern für kulturelle Zwecke genutzt.

## Geschichte
Um 1320 wurde im Dorf eine erste Kapelle errichtet, nachdem die Gläubigen zunächst die Gottesdienste in der Pfarrkirche in Noordwijk besuchen mussten. Die Kapelle wurde im Achtzigjährigen Krieg durch spanische Truppen zerstört. Dieses Gotteshaus wurde 1647 durch die heutige Kapel aan Zee ersetzt. Die Kapelle ist ein barocker Backsteinbau, der an der Ost- und Westseite jeweils einen 3/8-Schluss besitzt. Auf dem Walmdach befindet sich ein hölzerner Turm mit offenem Glockenstuhl, der 1689 hinzugefügt wurde. 
1900/01 wurde die Kapelle umgebaut und durch einen Anbau erweitert. Dieser Anbau wurde 1928 durch einen großen Erweiterungsbau eines neuen Kirchraumes ersetzt. Bis zur Restaurierung der Kapelle in den Jahren 1967/68 bildeten Kirche und Kapelle eine Einheit. Bei diesen Restaurierungsarbeiten wurde die Kapelle durch den Einbau einer Trennwand in ihren ursprünglichen Zustand zurückversetzt.
Im Inneren befindet sich eine Kanzel aus der Mitte des 17. Jahrhunderts. Die Orgel wurde ursprünglich 1817 von A. Meere für die Baptistenkirche in Deventer gebaut. Nachdem sie zeitweise in der Reformierten Kirche in Middelie (Edam-Volendam) stand, wurde sie 1970 nach Noordwijk aan Zee verlegt. Die Uhr im Glockenturm stammt aus dem Jahr 1746.